# Jan-Baptist van Ryswyck

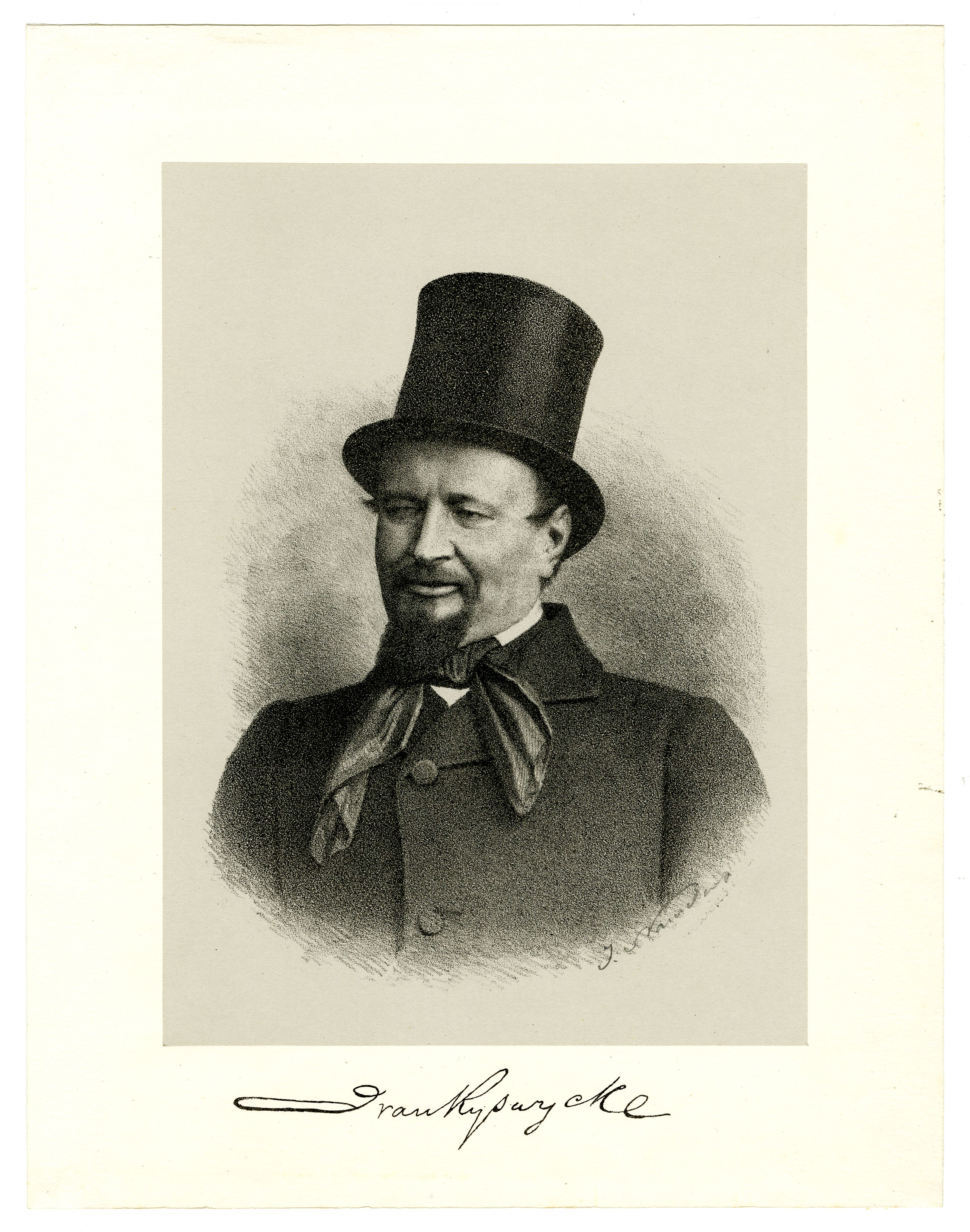

Jan-Baptist Van Ryswyck (Antwerpen, 14 december 1818 - 5 juli 1869) was een Vlaams dichter en journalist.

## Levensloop
Van Ryswyck was een zoon van Jan Cornelius Van Ryswyck, dichter, onderwijzer en directeur van een weeshuis. Hij was een broer van Theodoor Van Ryswyck en van Lambrecht Van Ryswyck. Hij was de vader van burgemeester Jan Van Rijswijck.
Nadat hij klerk was geworden, ging hij werken als ondermeester in lagere stadsscholen in Antwerpen. Hij was ook medewerker van het blad De Schrobber en van het Vlaamsgezind liberaal hekelblad De Filter, door hem en zijn broer Theodoor uitgegeven. In 1848 verschenen in De Filter verzen gericht tegen het koningshuis, waarna Jan-Baptist als ondermeester werd ontslagen.
In 1849 overleed Theodoor, Jan-Baptist aanzag het nu als een plicht om hem op te volgen als volksdichter. Hij deed dit in een vlotte volkstaal, met tal van goedgekozen vergelijkingen.
Van Ryswyck was Vlaamsgezind, maar samen met August Snieders was hij van unionistische strekking. In 1851 steunde hij een Vlaamse unionistische verkiezingslijst. Hij was actief in de unionistische maatschappij Voor Taal en Kunst (1851-1854), concurrent van De Olijftak. In 1856 was hij medestichter en secretaris van het Nederlandsch Kunstverbond. Dat jaar was hij medeauteur van een radicaal Vlaams manifest dat ter gelegenheid van zijn zilveren ambtsjubileum, aan Leopold I werd overgemaakt. Het bestuur ging het manifest ook toelichten bij eerste minister Pierre de Decker.
Van 1857 tot 1865 publiceerde hij het blad De Grondwet, waarin hij een liberale maar niet-partijgebonden koers voer. Zo kwam hij op tegen de antikatholieke tendens en tegen het franskiljonisme binnen de liberale partij. Hij situeerde zichzelf als antiklerikaal maar niettemin praktiserend katholiek. Hij bewonderde Willem I, veroordeelde de Belgische Revolutie, en stond kritisch tegenover elke regering. Hij was ook antimilitaristisch en flamingantisch.
Vanaf 1860 keerde hij zich tegen de liberale regering. In 1862 gaf hij aan De Grondwet een nieuwe politieke richting, als spreekbuis van de (hoofdzakelijk katholieke) Meetingpartij. Hij had door zijn geschriften de grondslagen gelegd voor deze nieuwe stadspartij, waarvan hij terecht als de vader mocht doorgaan.
Vanuit het Nederlandsch Kunstverbond stichtte hij de Nederduitsche Bond. Hij nam het initiatief voor het organiseren van meetings en was er de meest gegeerde spreker. Bij de gemeenteraadsverkiezingen van 1862 werd hij gemeenteraadslid van Antwerpen, samen met andere gelijkgezinden.
In 1864 distantieerde hij zich van de Meetingpartij, die hij te gebonden achtte aan de Katholieke Partij en die hij anderzijds als niet voldoende anti-militaristisch beoordeelde. Compromissen en partijdiscipline waren niet aan Van Ryswyck besteed. Hij verliet de gemeenteraad in 1866.
Na de verdwijning van De Grondwet, begin 1865, werd hij redacteur van De Koophandel. Hij publiceerde er een artikelenreeks in met beschuldigingen over het aanvaarden van steekpenningen door verschillende gemeenteraadsleden, vooral door Jan de Laet. Van Ryswyck werd vervolgd voor smaad en kon zijn beschuldigingen niet hard maken. Hij werd veroordeeld op 12 augustus 1865, opnieuw op 24 september 1866 en in beroep op 28 mei 1867. Hij kon of wilde de schadevergoeding aan De Laet niet betalen en zat van 23 augustus tot 19 september 1867 een gevangenisstraf uit. In 1868 publiceerde het Brussels blad La Finance stukken waaruit bleek dat De Laet wel degelijk 100.000 franken had ontvangen van een maatschappij die militaire vestinggronden in Antwerpen had gekocht. Van Ryswyck werd in eer hersteld door een vonnis van 31 december 1868 dat de vorige herriep. Enkele maanden nadien overleed hij.

## Publicaties
- Lijkrede op koning Willem II, 1849.
- Lijkrede op Eduard Joseph Geelhand, 1850.
- Dicht- en Prozawerken, 1855.
- Politieke Zweepslagen, 1861.

Postume publicaties.
- Volledige Dichtwerken, 1871.
- Volledige Dichtwerken, uitgegeven door Eugeen Vander Linden, met een levensschets, 1876.
- Dicht- en Prozawerk, uitgegeven door Jan van Rijswijck, met een levensschets door Max Rooses, 1885.